# Carl Ludwig Giesecke

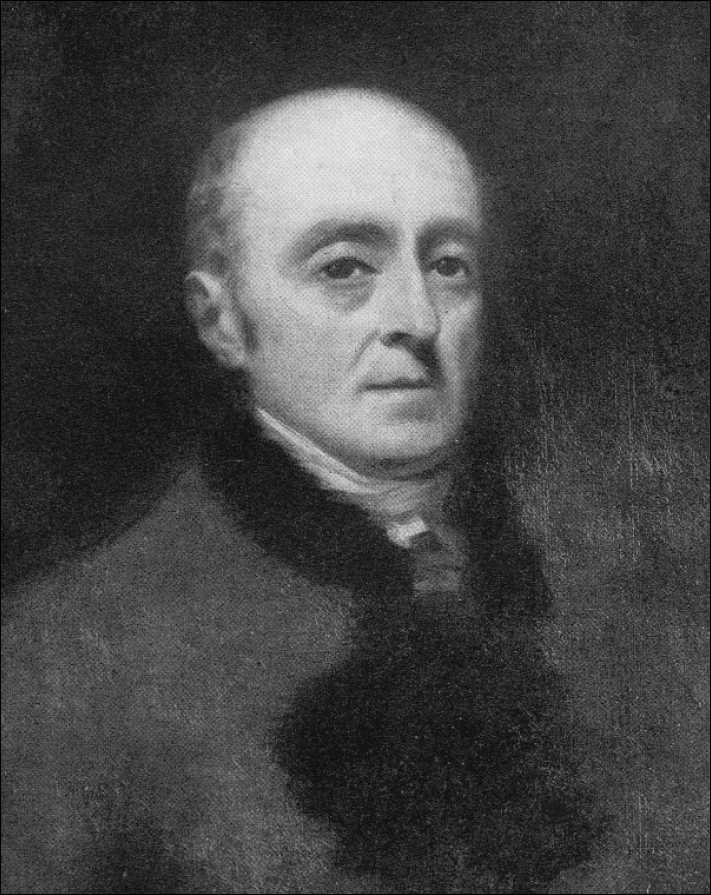
Carl Ludwig Giesecke

Carl Ludwig Giesecke, auch Karl Ludwig Giesecke, geboren als Johann Georg Metzler (* 6. April 1761 Augsburg; † 5. März 1833 in Dublin), war ein deutscher Tänzer, Schauspieler, Jurist, Polarforscher und Mineraloge.
Nach seinem Studium der Rechte und der Mineralogie in Göttingen von 1781 bis 1784 nahm er den Künstlernamen Carl Ludwig Giesecke an.

## Leben und Wirken
Seine Eltern waren der Schneider Johann Georg Metzler († 1805) und dessen Ehefrau Sybilla Magdalena Götz (1735–1794).
Nach dem Besuch des Gymnasiums bei St. Anna studierte er ab 1781 zunächst Theologie, dann Mineralogie und Jura in Göttingen. 1783 schloss er sich einer wandernden Theatergruppe in Bremen an und trat unter dem Pseudonym Giesecke auf. 1789 ging er zu Emanuel Schikaneder nach Wien.
Am Johannistag 1788 wurde Giesecke ein Mitglied im Bund der Freimaurer, er war wie Mozart Mitglied der Wiener Loge  Zur neugekrönten Hoffnung.
Ab 1789 arbeitete er als Schauspieler und Bühnenautor am Freihaustheater an der Wieden in Wien unter der Direktion von Emanuel Schikaneder. In der Uraufführung der Zauberflöte von Wolfgang Amadeus Mozart gab er den ersten Sklaven. Laut Julius Cornet behauptete Giesecke im Jahr 1818, der eigentliche Autor des Librettos der Zauberflöte zu sein. Diese Behauptung gilt aber heute als widerlegt. Giesecke übersetzte die Mozartopern Le nozze di Figaro (1793) und Così fan tutte (1794) ins Deutsche.
Zwischen 1789 und 1800 schrieb Giesecke mindestens 15 Opernlibretti, die von verschiedenen Wiener Komponisten vertont wurden und an verschiedenen Wiener Bühnen zur Aufführung kamen.
1800 wurde Giesecke Mineralienhändler. 1806 reiste Giesecke im Auftrag der Königlich dänischen Handelsdirektion als Mineraloge nach Grönland. Aufgrund des Ausbruchs der napoleonischen Kriege blieb er mehrere Jahre – bis 1813 – dort. Über diesen Aufenthalt verfasste er später das geologisch-mineralogische Standardwerk Gieseckes mineralogiske Rejse i Grønland.
1814 erhielt er eine Professur für Mineralogie an der Universität Dublin. Einen Teil seiner Grönland-Sammlungen übereignete er dem österreichischen Staat. Sie ist heute Teil der Bestände des Museums für Völkerkunde in Wien.
Neben Steinen beschrieb Giesecke auch einige der darauf wachsenden Moose und erhielt dafür das botanische Autorenkürzel „Giesecke“. Seit 1821 war er Fellow der Royal Society of Edinburgh.
Als Sir Charles Lewis Giesecke starb er am 5. März 1833 in Dublin.

## Ehrungen
Der 1328 m hohe Berg Giesecke Bjerg und das Gebirge Giesecke Bjerge in Ostgrönland sind ebenso nach ihm benannt wie der See Giesecke Sø (Eqalussuit Tasiat), der Berg Giesecke Monument (Uppalluk) und der Giesecke Isfjord (Kangerlussuaq) in Westgrönland.
Nach ihm benannt ist die Pflanzengattung Mezleria C.Presl aus der Familie der Glockenblumengewächse (Campanulaceae).